# テュルクリ

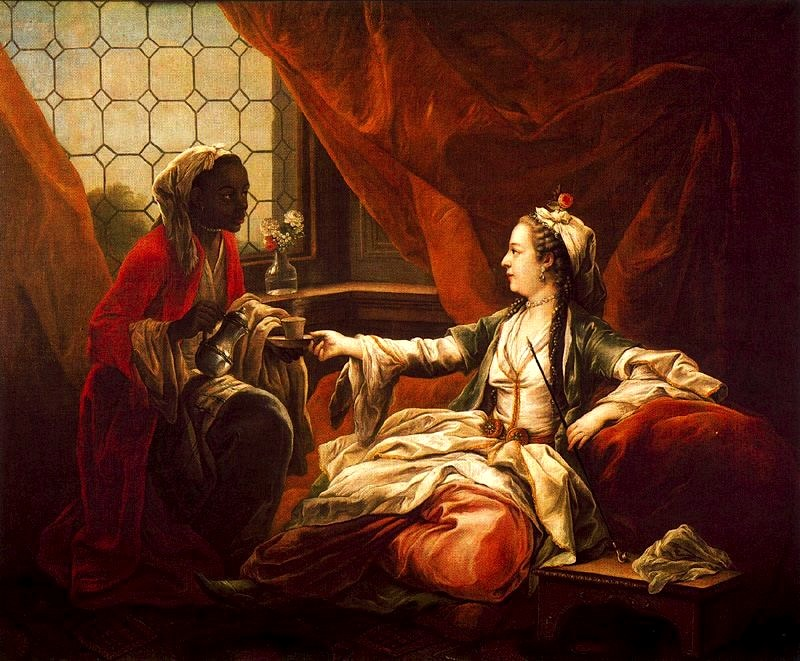
『トルコの貴婦人としてのポンパドゥール夫人』、1747年、シャルル・アンドレ・ファン・ロー画

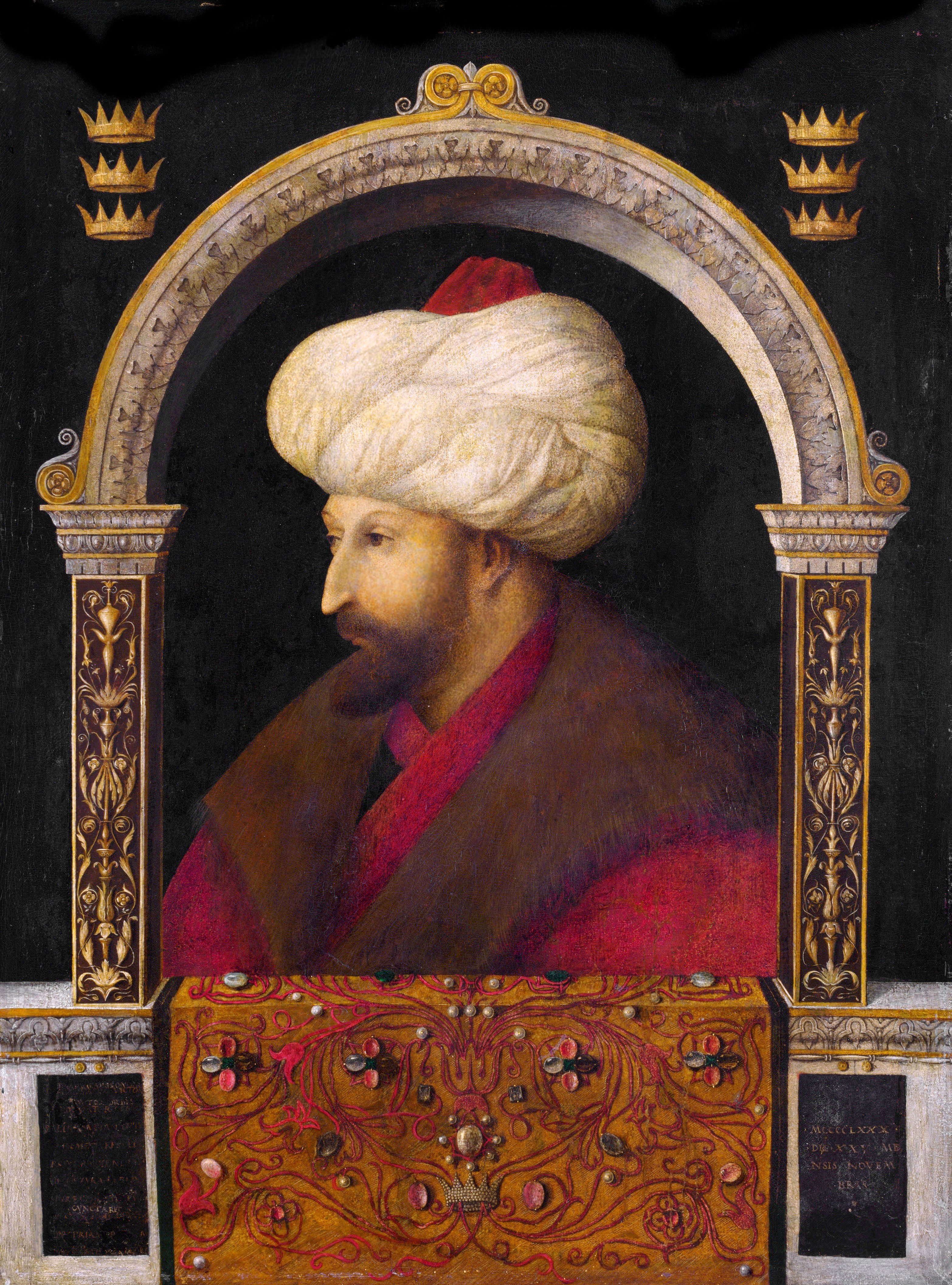
オスマン帝国のスルターンであるメフメト2世の肖像画。イスタンブールを訪れたジェンティーレ・ベリーニ1480年作、後世の複製

テュルクリ（Turquerie）は、16世紀から18世紀に西ヨーロッパで流行した、トルコ趣味のこと。当時の超大国オスマン帝国への恐れと憧れから発生した。

## 概要
アラビアンナイトやトルコ行進曲、トルココーヒーなどが流行した。当時流行したファッションにトルコ風が取り入れられるほどの人気だった。